# Kohei Okuno
Kohei Okuno (奥野 耕平 Okuno Kohei?), född 3 april 2000 i Hyōgo prefektur, är en japansk fotbollsspelare.
Okuno började sin karriär 2017 i Gamba Osaka.